# Bactris coloniata
Bactris coloniata, natul, es una especie de planta con flor, de la familia de las palmeras (Arecaceae).

## Descripción
Cespitosa, hasta con 7 estipes estrechamente agrupados, de 25-35 dm de altura, 3–5 cm de diámetro. Los ejes foliares con agudas, largas, finsimas espinas amarillas; peciolo de 1 m de largo; láminas de 15-20 dm de largo; con 50-60 pinnas de cada lado, agrupadas y abriéndose en diferentes planos, los centrales de 5-8 dm de largo  y 3–6 cm de ancho, con ápices asimétricos finalizando en una cola. Inflorescencia interfoliar de 2-5 dm de largo; bráctea peduncular; 25 rámulas, de 10–12 cm de largo. Flores femeninas a lo largo de las ramas; periantio fructífero con cáliz tan largo como la corola; ausencia de anillo de estambres. Frutos obovoides, achatados al final, rugosos, rostrados, 2–3 cm de diámetro; amarronados a rojos, con pelos violáceos; mesocarpio muy fibroso.

## Distribución
Se halla en Colombia, Ecuador,  Panamá reportada en el área del Canal de Panamá, incluyendo la autopista Panamá-Colón y en el Perú.
Está amenazada por pérdida de hábitat.

## Taxonomía
Bactris coloniata  fue descrita por Liberty Hyde Bailey y publicado en Gentes Herbarum; Occasional Papers on the Kinds of Plants 3(2): 106, f. 82–84. 1933.
Etimología
Ver: Bactris